# Madatyphlops andasibensis
Espèce
Synonymes
- Typhlops andasibensis Wallach & Glaw, 2009

Statut de conservation UICN

 DD  : Données insuffisantes
Madatyphlops andasibensis est une espèce de serpents de la famille des Typhlopidae. 

## Répartition
Cette espèce est endémique du centre-est de Madagascar.

## Étymologie
Son nom d'espèce, composé de andasib[e] et du suffixe latin -ensis, « qui vit dans, qui habite », lui a été donné en référence au lieu de sa découverte, Andasibe.

## Publication originale
- Wallach & Glaw, 2009 : A new mid-altitude rainforest species of Typhlops (Serpentes: Typhlopidae) from Madagascar with notes on the taxonomic status of T. boettgeri Boulenger, T. microcephalus Werner, and T. capensis Rendahl. Zootaxa, no 2294, p. 23-38.